# Бажани (Бузау)
Бажани (рум. Băjani) насеље је у Румунији у округу Бузау у општини Ваду Пашиј. Oпштина се налази на надморској висини од 109 m.

## Становништво
Према подацима из 2002. године у насељу је живело 593 становника, од којих су сви румунске националности.